# Bleekkerk
De Bleekkerk in Almelo is een stadskerk van het type kruiskerk in de stijl van de Amsterdamse School
.
In de volksmond staat de kerk als "De Bleek" bekend. De naam is afkomstig van bleekweide, die in de buurt heeft gelegen, als onderdeel van de voormalige Twentse textielindustrie.
De kerk is voorzien van bijzondere glas-in-loodramen in late art-decostijl.
Achter de kerk loopt de Almelose Aa en zijn reliëfs van de plaatselijke kunstenaar Jan Gierveld te zien.

## Orgel
Het orgel is afkomstig uit voormalig kerkgebouw "De Rönneboom" in Almelo en gebouwd door de firma G. van Leeuwen & Zoon (Leiderdorp).

## Toren
Sinds februari 2008 heeft de Bleekkerk een toren met klok.
De toren is ontworpen en gebouwd door leerlingen van de afdeling Bouw, Hout en Interieur van het ROC van Twente.

## Externe links

Drieluik van Jan Gierveld aan de achterzijde van De Bleek
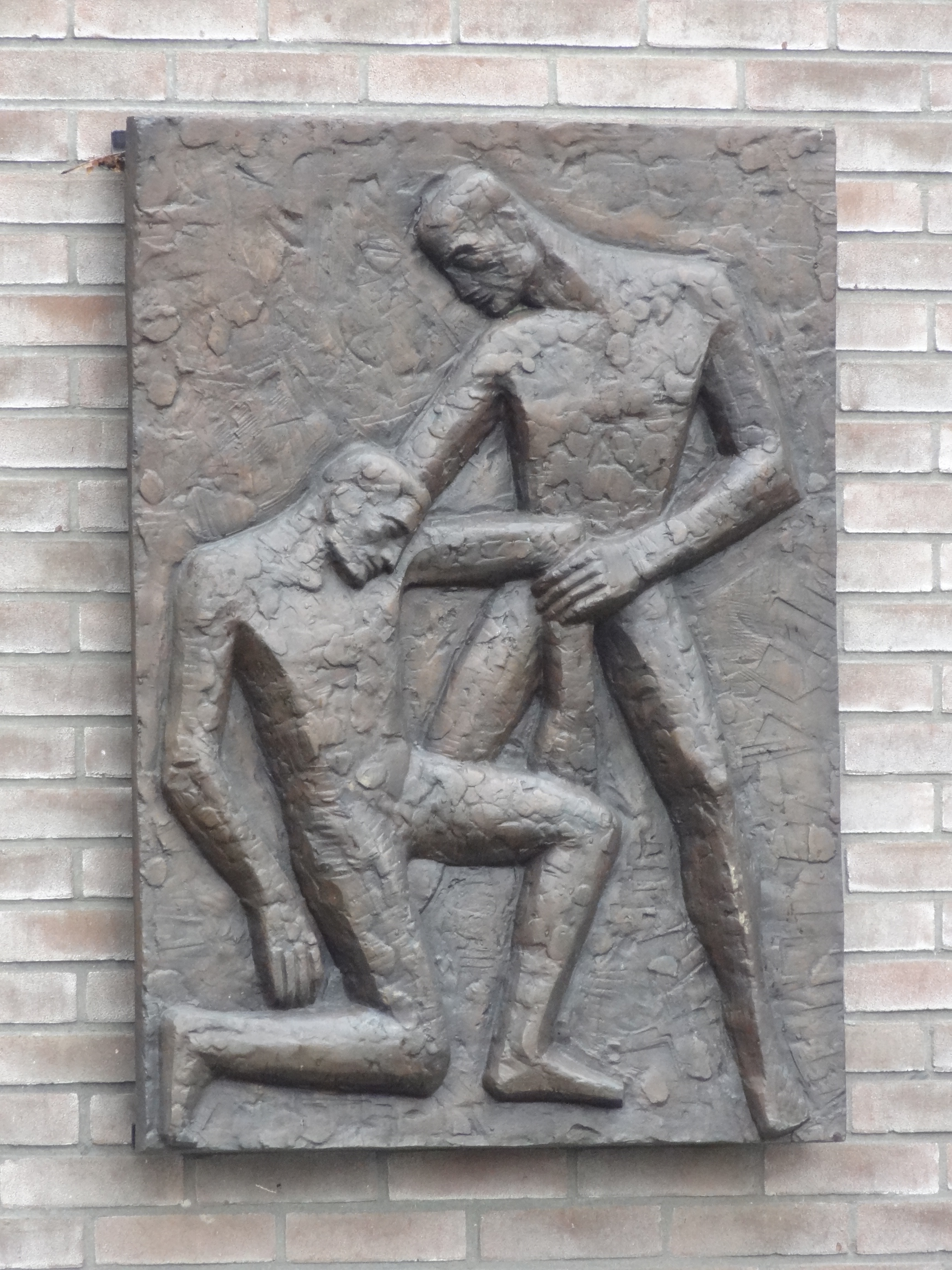
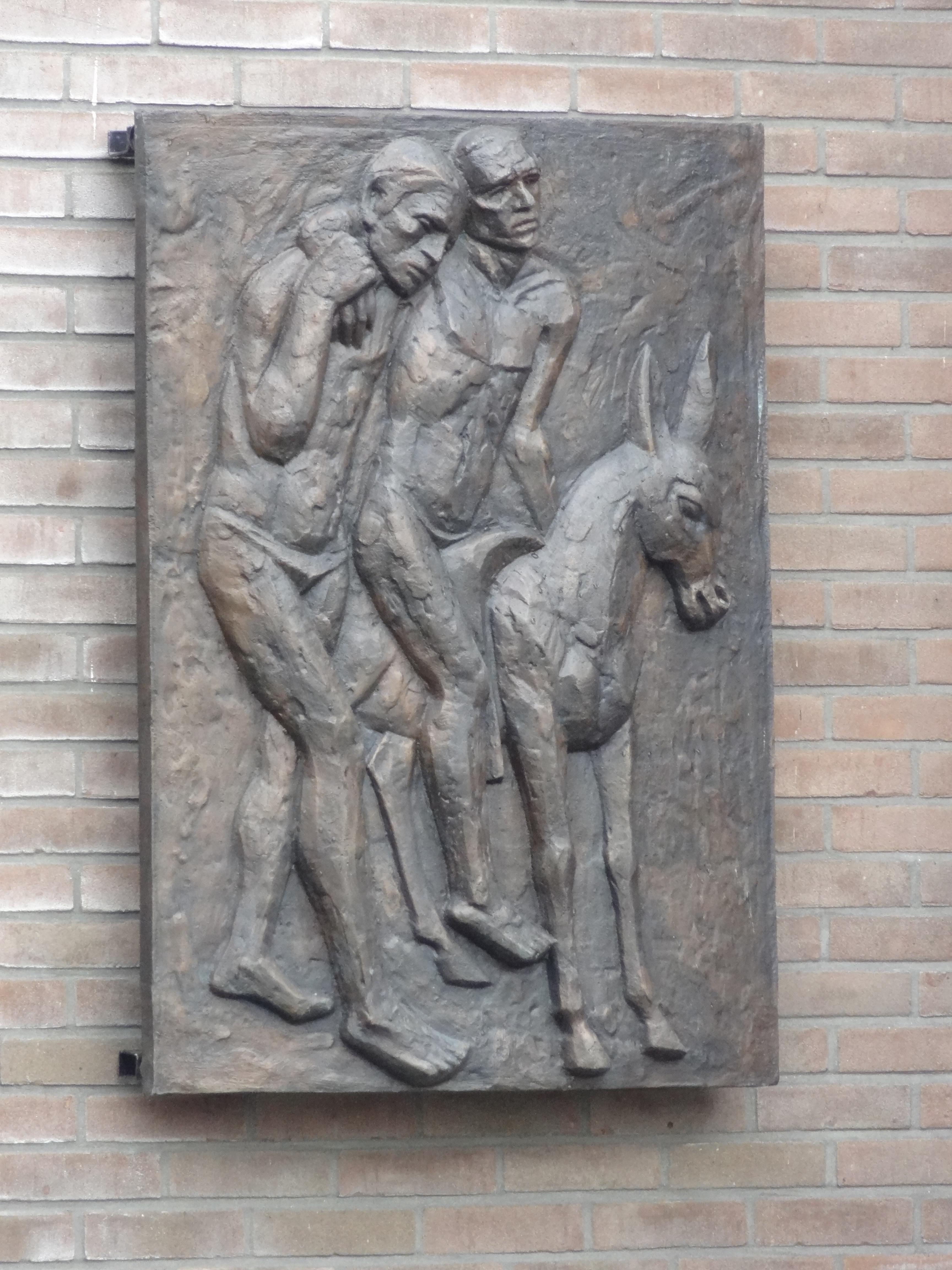
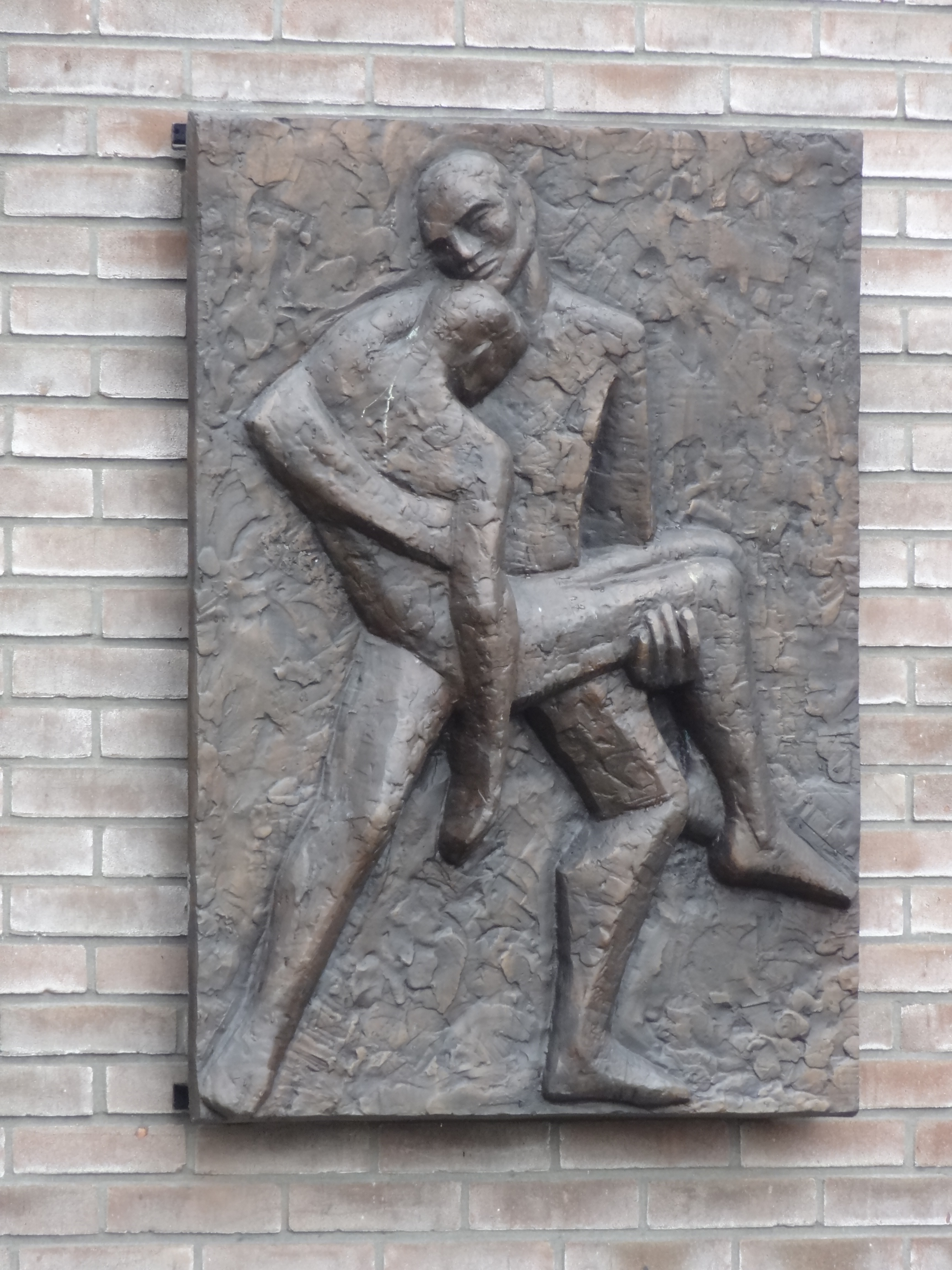